# Погубљења иранских политичких затвореника 1988.
Погубљења Иранских политичких затвореника 1988. године је била серија државно-спонзорисаних погубљења политичких затвореника широм Ирана, почевши 19. јула и трајући отприлике наредних 5 месеци. Већина од оних који су убијени били су припадници Народни муџахедини Ирана, и ако су подржавали друге формиране групе, укључујући Федајина и Тудех партије Ирана (комунистичка партија), били су такође погубљени.
Убиства су била описана као политичка чистка без судске одлуке у модерној Иранској историји, оба како у условима тако и у заташкавању. Како год, тачан број погубљених затвореника остаје као тврдња. Међународна амнестија је снимила имена преко 4,482 несталих затвореника у периоду тог времена , и тада врховни вођа Рухолах Хомеини и заменик Хосеин-Али Монтазери су ставили број жртава између 2.800 и 3.800 у сећање , али алтернативна процена предлаже да је тај број заправо прешао 30,000. Због великог броја, затвореници су били натоварени у виљушкар у групама од 6 и обешени са крановима у интервалима од пола сата.
Велика брига је преузета да убиства остану заташкана, и влада Ирана тренутно пориче било какав удео у томе. Оправдање понуђено за наводна погубљења варирају, али једна од најскоријих теорија јесте да су били у одмазди за напад 1988. године на западне границе Ирана од Народни муџахедина Ирана. Како год, ово не оправдава у целини нападе на одвојене групе који су се противили Муџахедини инвазије.
Убиства су се дешавала ван законодавства и суђења нису била забринута за утврђивање кривице или невиности оптужених. Они који су преживели масакр су започели различите "позиве" за правду и суђење учињених догађаја. Канада је назвала догађај Злочин против човечности, и Италија је објавила сличну изјаву да правда треба бити постигута.

## Масовно убиство

### Хомеинијева наређења
Непосредно пре него што је погубљење започето, Ирански вођа Рухолах Хомеини је издао "тајно али необично наређење - неки сматрају да је то била формална фатва". Ово поставља Специјалну Заповест са инструкцијама како да се изврше погубљења Народни муџахедини организације Ирана као мохареби (они који су против Алаха) левица као апостазија у Исламу.

У писму пише:
از آنجا که منافقین خائن به هیچ وجه به اسلام معتقد نبوده و هر چه میگویند از روی حیله و نفاق آنهاست و به اقرار سران آنها از اسلام ارتداد پیدا کرده‌اند، با توجه به محارب بودن آنها و جنگ کلاسیک آنها در شمال و غرب و جنوب کشور با همکاری‌های حزب بعث عراق و نیز جاسوسی آنها برای صدام علیه ملت مسلمان ما و با توجه به ارتباط آنان با استکبار جهانی و ضربات ناجوانمردانهٔ آنان از ابتدای تشکیل نظام جمهوری اسلامی تا کنون، کسانی که در زندانهای سراسر کشور بر سر موضع نفاق خود پافشاری کرده و میکنند، محارب و محکوم به اعدام میباشند.

Превод:
[У име Бога, Саосеђајног, Милосрдног,]
Као издајник Монафекин [Мојахедин] не верујем у Ислам и оно што кажу да је обмана и хипократије, и
Као што су њихови лидери признали да су постали издајници, и
Пошто воде рат против Бога, и
Пошто учествују у класичном рату на западном, северном и јужном фронту, и
Пошто сарађују са партијом Башиста Ирана и шпијунирају Садама против наше муслиманске нације, и
Док су уско повезани са Светском Ароганцијом и у светлу кукавичких удараца на Исламску републику још од њеног почетка, и
По наредби да се они који су у свим затворима у целој земљи остају упорни у подршци Монафекина [Мојахедин] предодреде за погубљење.

### Одржавање погубљења
У Техерану специјална комисија за погубљења имала је 16 чланова који су представљали различите надлежне Исламске владе - чак и сам Имам Хомеини, председник, главни извршилац, револуциони трибунат, министарство правде и обавештајне службе, администрација Евина и Гохар Дашта, два затвореника и Техерану где су погубљеници били елиминисани. Главни у комисији је био Аиатолах Мортеза Есхраки. Његова два специјална асистента су била Хосеин-Али Нејери и Хојат Ал-Ислам Али Мобашери. Комисија се шетала између Евин и Гохар Дашта затвора хеликоптером. Провинцијама сличне комисије су биле утврђене, али је мање познато о њима.
Још један опис администрације о погубљењима је била имплементирана од стране комисије, касније познате као Смртна комисија. Чланови су били Хосеин-Али Нејери (судија), Мортеза Есхраки (Техерански извршитељ), Ебрахим Раиси (тада заменик главног тужиоца) и Мостафа Поурмохамади (представник Обавештајног министарства у затвору Евин). Ебрахим Раиси, кандидовао се за председника Ирана 2017. године као тешки конзервативац који је био критикован због његове улоге у погубљењу.
Међународна амнестија је анализирала доказе који се повезују са Иранским официрима који су учествовали у масакру. Укључивали су Али-Реза Аваји (одређен за учешће у смртоносној комисији у Техерану), Мостафа Поурмохамади и други.
Затвореници нису били погубљени без било каквог процеса, али су били "искушани" са оптужбама које су добили у затвору. Били су испитивани од стране комисије са листом питања како би видели да ли су квалификовани као мохараби или мортади. Много, ако не и већина затвореника нису били свесни праве сврхе питања, иако су неки касније били упозорени од стране затворске ложе.
Неки од затвореника су били убијени због њихових веровања о религији - зато што су били атеисти или Муслимани који су пратили другачију врсту Ислама.

### Изолација затвореника
Поједина научна истраживања масакра тврде да су прве фазе планирања Масакра 1988. године отпочете неколико месеци раније него што је право погубљење започето. Према једном извештају: "затворски службеници су крајем 1987. године и почетком 1988. године начинили необичан корак поновног испитивања и одвајања свих политичких затвореника у складу са њиховом страначком припадношћу и дужином казне". Заправо, сам процес погубљења је започео у раним сатима 19. јула 1988. године са изолацијом политичких затвореника из спољног света. Затворске капије су биле затворене, затворске посете и телефонски позиви су били отказани, писма, пакети за негу, чак су и лекови споља били враћени, главни судови су отишли на ванредни одмор. Рођацима затвореника је било забрањено окупљање испред затворске капије.
Унутар затвора, затворске ћелије су биле одвојене једне од других, без радија и телевизора. Места на којима су се окупљали затвореници као што су сале за предавање, радионице, амбуланте биле су затворене а затвореници ограничени на своје ћелије. Затворским чуварима и радницима је наређено да не комуницирају са затвореницима. Један од затвореника је ручно направио уређај који му је омогућио слушање радија али је сазнао да вести не говоре ништа о закључавању.

### Народни муџахедини Ирана
Први затвореници који су испитивани или "искушавани" јесу мушки припадници Народних муџахедина Ирана, укључујући и оне који су се покајали због своје повезаности са групом. Комисија је припремила поступак са лажним уверењем да то није право суђење, већ процес за покретање опште амнестије и раздвајање муслимана од не-муслимана.
Комисија је прво затражила њихову организациону припадност; испитивање би се завршило уколико би одговорили са "муџахедин". Уколико би одговорили са монафекин (хипокрити); комисија би наставила са питањима као што су:
- "Да ли сте вољни да осудите бивше колеге?"
- "Да ли сте вољни да их осудите испред камера?"
- "Да ли сте вољни да нам помогнете да их пронађемо"
- "Хоћете ли именовати тајне симпатизере?"
- "Хоћете ли идентификовати лажне покајнике?"
- "Хоћете ли отићи на фронт и ходати по непријатељским минским пољима?"

Скоро сви затвореници нису успели да одговоре потврдно на питања, што није изненађујуће. Затим су одведени у другу просторију где им је наређено да напишу своју последњу вољу и тестамент као и да одложе своје личне ствари као што је прстење, сатови и наочаре. Затим су са повезом преко очију одведени на вешала где су обешени у серијама од по шест. С обзиром да "вешање" није значило смрт ломљењем врата затвореника наглим пуштањем кроз отвор, већ затезивање врата жртви, неки су умирали и по петнаест минута.
Након првих неколико дана, преоптерећени егзекутори су захтевали стрељачке одреде. Ови захтеви су одбијени на основу тврдње да је вешање отпадника и непријатеља Алаха по Шеријатском мандату, док би прави разлог могао бити да је вешање тише од пуцњаве и да би се тако боље сачувала тајност операција.
У почетку је тајновитост била делотворна. "Један од преживелих признаје да је помислио да је обрађен за пуштање на време предстојећих мировних прослава."

### Суочавање са левичарима
После 27.августа, комисија је окренула своју пажњу ка левичарским затвореницима, као што су чланови Тудеха, ка већини Федаји, мањини Федаји и осталим Федаји, Кумалех, Рах-e Kaргар, Пејкар. Они су такође били сигурни да нису у опасности и питали су:
- "Да ли си ти Муслиман?"
- "Да ли верујеш у Алаха?"
- "Да ли је Свети Куран реч Алаха?"
- "Да ли верујете у рај и пакао?"
- "Да ли прихватате да је свети Мухамед печат пророка?"
- "Хоћете ли се јавно повући од историјског материјализма?"
- "Да ли би изјавио своја ранија веровања пред камерама?"
- "Да ли постиш за време Рамазана?"
- "Да ли се молиш и читаш Свети Куран?"
- "Да ли би радије делио ћелију са муслиманом или немуслиманом?"
- "Хоћете ли потписати изјаву да верујете у Алаха, Пророка, Свети Куран и ускрснућа?"
- "Када сте одрастали да ли се ваш отац молио, постио и читао Свети Куран"?

Затвореницима је речено да им власти постављају ова питања јер су планирали да одвоје практичне муслимане од непрактичних муслимана. Међутим, прави разлог је био да се утврди да ли су затвореници квалификовани као отпадници из Ислама, у ком случају би се придружили Мохаребовима на вешалима.
Неки затвореници су спашени од егзекуције, одговарањем исправно на питања, враћени својим ћелијама и проследили оно што је комисија питала. Левичарски затвореник "који је у једном тренутку био на семинару брзо је схватио теолошки значај питања" и "провео је ноћ 30.августа славши Морзеове поруке другим ћелијама" куцањем на зидове затвора. Показао је скривене опасности. Испитивачи су желели да знају да ли се очеви затвореника моле, посте и читају Куран, јер се синови побожних људи могу назвати отпадницима. Да нису били одгајани најпре у правим муслиманским домовима и иѕложени истинском исламу они не би могли бити отпадници. Други погрешан одговор био је одбијање одговора на основу приватности што би се могло узети као признање отпадности. "
Све је то било изненађење за затворенике са једним коментаром: "У претходним годинама, они су хтели да признамо шпијунирање. Године 1988. хтели су да се исламизујемо." Tо је такође значило да није било корелације између дужине издржане казне и вероватноће смрти. Први левичари који су ишли пред Евинову комисију били су они са лаким па чак и завршеним реченицама." Они нису имали никакво упозорење о ономе што се спрема и многи су умрли.

### Суочавање са женама
Муслиманке су биле подједнако третиране са муслиманима, готово сви су били обешени као "наоружани непријатељи Алаха. Међутим, за отпадништво је казна за жене била другачија и лакша од ове за мушкарце. Будуће да према тумачењуемисије о исламском праву, жене нису биле у потпуности одговорне за своје поступке, непослушне жене укључујући и отпаднике могу добити дискреционе казне како би се поправиле и покориле мушким наређењима.
Левичарке-чак и оне које су одгајане као практични муслимани добиле сујош једну могућност да се одрекну свог отпадништва. Након истраге, левичарке су добиле 5 трепавица за сваку од 5 дневних молитава, половина казне изречених мушкарцима. Након неког времена многи су пристали да се моле, али неки су штрајковали глађу, одбијајући чак и воду. Једна је умрла након 22 дана и 550 удараца бичем, а власти су потврдиле њену смрт као самоубиство јер је она донела одлуку да се не моли. "
Средином новембра 2018. године Комитет Уједињених нација за људска права одобрио је резолуцију против континуиране дискриминације Иранске владе над женама и ограничења слободе мисли.

### Породице
Према људским правима Ирана, адвокатица Ширин Ебади, породици погубљених затвореника је рекла: "Једну годину ћете се суздржавати од одржавања сахране, или жаљења његове смрти на било какав начин у јавности. Ако после једне године оно што сте започели буде прихватљиво, открићемо вам место где је сахрањен". Оправдање које је дато овим породицама за погубљење њихових најближих јесте да се затворениково име појавило на белешкама закаченим на НМИ чланова убијених у Мерсад нападу чија су тела враћена захваљујући Иранским Исламским званичницима. Листа белешки НМИ чланова у затвору, тако да су затвореници били оптужени за помагање у нападу. Ебади се жалио да поред тога што је невероватно, ово не објашњава зашто затвореници нису прво отишли на суђење због наводне подршке непријатељу. Извештај Џефри Робертсона оптужује Техеран да наставља да одбија права родбине да знају где су њихови вољени сахрањени.

### Процене броја мртвих
Један анониман бишви затвореник смешта број мртвих у хиљаде. Док други очевидац говори између 5000 и 6000 - 1000 од група и остатак од Мојахедина. Док други ипак процењују хиљаде али у броју 1500 само оних који су убијени у Гохар Дашт затвору сами. Скорашња студија користећи расуте информације из провинцијских места поставлјају цифру око 12000. Међународна амнестија процењује да национални тотал износи 2500 и описује да већина затвореника припада "Затвореницима свесности" јер они нису били оптужени за та дела или за планирање дела против државе.
Невероватно је тешко да се добије прави број пошто су многа убиства била извршена у даљим градовима Курдиш и Бaлoчи. Може бити висок чак до 30,000 према утврђеним цифрама који су добијени од пребеглице Ирана односно издајника. У периоду након побуна у Ирану 2009. године, издајник Иранског режима Мохамед Нуризард изјавио је да је преко 33,000 било убијено у периоду од 2-3 месеца, лета 1988. године. Процењено је да су највећи број убијених чинили средњошколци и студенти, и да су преко 10 посто биле жене. Према Кристини Ламб, написано у британским дневним новинама Телеграф: "Тајна документа која су прокријумчарена из Ирана откривају, због великог броја врата која треба поломити, затвореници су били товарени на виљушкаре у групама од 6 и бешени са кранова у интервалима од пола сата".

### Међународна реакција и критика
Дана, 30. августа 2017. године Савет за људска права Организације уједињених нација, истакао је масакр из 1988. године и проширено је од стране невладине организације названим "Масакр политичких затвореника у Ирану 1988. године: Време је за истину, правду, побољшање и гаранцију за непонављање". Држава истиче: Иранска влада 1988. године погубила је 30,000 политичких противника. Погубљење се извршило на основу фатве врховног вође Ајатолаха Хомеинија. Комисија од три члана позната као "Death Commission" (Смртна комисија) је формирана да би променили мишљење политичких противника у вези погубљења. Жртве су биле сахрањиване у тајним гробницамa. Починиоци су наставили да уживају некажњивост.
Јод једна написана изјава пет невладиних организација са консултативним статусом са Уједињеним нацијама дистрибуирана је током Већа за људска права УН-а у фебруару 2018. године, позивајући "УН да покрене мисију утврђивања чињеница, како би истражила масовно убиство Ирана 1988. године у циљу окончања некажњавања и како би се спречила лоша судбина затвореника.”
Дана, 4. децембра 2018. године Међународна амнестија је затражила од Иранске владе да јој се изведе на видело шта се десило политичким затвореницима. Међународна амнестија је затражила од УН да оформи групу истражитеља да нађу злодела почињена над људским правима у Ирану.
У новембру 2018. године Уједињени Савез Друмског Транспорта (United Road Transport Union) у Енглеској објавила је изјаву у корист возача теретних возила у Ирану који су покренули четврти круг националног штрајка. Уједињени Савез Друмског Транспорта је ступио у контакт са Иранском владом да пусти раднике и возаче који су тренутно у затвору у Ирану.

## Одговор

### Монтазери
Оставка Хусеина-Алија Монтазерија као именованог наследника ајатолаха Хомеинија, врховног вође Ирана, била је једна од последица убистава. Монтазери се пре масовних убистава "посаветовао са клериком о различитим темама као што су - суђење Мехди Хашемија, кампања против штедње..." Када је сазнао за убиства Монтазери је хитно упутио три јавна писма - два Хомеинију, једно Специјалној комисији - којима је осудио погубљења ни под каквим околностима. Такође је усмерио Специјалну комисију ка "испитивању кршења ислама погубљењем покајника и малолетних преступника који би на суду добили пуки укор. Монтазери је упозорио Хомеинија: "Погубљење неколико хиљада затвореника за неколико дана неће оставити позитивне последице и неће се ослободити кривице".
Монтазери је замољен да поднесе оставку, са Хомеинијевом тврдњом да је одувек сумњао у Монтазеријеву надлежност и да "сам изразио заменика када вас је Скупштина експерата први пут поставила."" Али је Скупштина експерата инситирала на постављању Монтазерија као будућег вође.
Писма између два ајатолаха је објавио режим али "избор се бавио Хашемијевом афером и скрупулозно избегавао масовна погубљења - према томе је подржавао официјелну линију да се та убиства никада нису догодила".
9. августа 2016. године, вебсајт вођен од стране Монтазеријевих присталица је објавио аудио снимак састанка који је он одржао 15. августа 1988. године, заједно са судским трибуналом (техерански тужилац Мортеза Есхраки, судија Хосеин-Али Нејери, заменик главног тужиоца Ебрахим Раиси и представник МОИС-а у Ервину Мостафа Поурмохамади). Чује се Монтазери који осуђује убиства. Министарство за обвештајно-безбедносне послове (МОБП) је уклонило снимак дан након његовог објављивања.

### Друге критике
Једна од притужби на масовна убиства била је да су готово сви погубљени затвореници ухапшени због релативно лаких прекршаја, јер су они који су били озбиљно оптужени већ били погубљени. Убиства из 1988. личила су на нестанке затвореника у Латинској Америци xx века.
Према Кавех Схахрооз који пише у Гозаару, публикацији коју спонзорише Фреедом Хоусе збуњује то што су две од најмоћнијих светских организација за људска права Амнести Интернатионал и Хуман Ригхтс Ватцх једноставно никада нису написале потпуне извјештаје о злочину који је широко распрострањен као кампању истребљења из 1988. године. "
Док је извештај Aмнести Интернатионал Ирана: Кршење људских права 1987-1990 године издваја неколико страница масакра, организација за људска права никада није написала комплетан извештај о убиствима. У извештају Aмнести Интернатионал-а стоји:
Политичка погубљења одвијала су се у многим затворима у свим деловима Ирана, често далеко од места на ком је дошло до оружаног упада. Већина погубљења била је за полтичке затворенике, укључујући и непознати број затвореника који су већ одслужили неколико година у затвору. Они нису могли да учествују у оружаном упаду, нису били у позицији да учествују у шпијунирању или терористичким активностима. Многи од погинулих суђени су и осуђени на затворске казне током раних 80-их, многи за ненасилна дела као што су дистрибуција новина и летака, учествовање у демонстрацијама или прикупљање средстава за породице затвореника. Многи од мртвих су били студенти у тинејџерским годинама или у раним двадесетим у време њиховог хапшења. Већина убијених су били присталице ПМОИ-a, али стотине чланова и присталица других полтичких група, укључујући разне фракције ПФОИ-a, Tудеџ Парти, КДПИ-a, Рах-e Kaргар-a и друге, такође су били међу жртвама погубљења.
Слично томе, Хуман Ригхт Ватцх посвећује само нелико страница масакру у позадини извештаја о изборима кабинета председника Aхмaдинejaд-a.
Хуман Ригхтс Ватцх (ХРВ) описује погубљење као ”намерне и систематске...вансудска убиства”, те их је осудио као злочине против човечности. ХРВ је такође оптужио Mустафa Поур-Moхаммади-a иранског министра унутрашњих послова од 2005. до 2008. године, о директном учешћу у убиствима.
Судија УН-a и водећи адвокат за људска права, Гeoффрeј Рoбeртсoн Qc позвао је безбедносно веће УН-a да оснује посебан суд по узору на међународне трибунале за Југославију и Руанду, да суди људима који су били укључени за једну од најгорих појединачних ѕлочина над људским правима од Другог светског рата.
Дана 4. децембра 2018. године Aмнести Iнтернатионал је затражио од иранске владе да изнесе на видело оно што се догодило политичким затвореницима у земљи. Aмнести-a је затражила од УН-a да оснују истражну групу за проналажење чињеница о злочинима против човечности у Ирану.

## Мотивација
Истраживање из 2008. године коју је извела Међународна амнестија, пронађено је да је Рухолах Хомеини наручио мучење и погубљење за преко хиљаде политичких затвореника преко тајне фатве. У 2016. години аудио снимак је постављен онлајн који у себи садржи високо чински састанак који је одржан у августу 1988. године између Хосеин-Али Монтазерија и лично одговорних за масовна убиства у Техерану. У снимку, Хосеин-Али Монтазери се чује како говори да је министар централне обавештајне агенције користио НМИ наоружан напад да би извршио масовна убиства, која су "била под разматрањем већ неколико година".
Стручњаци се не слажу око тога због чега су затвореници убијени. Али Акбар Ахди верује да интензивна натрпаност Иранских затвора и јула 1988. године Мојахедин Операција Мерсад, "имају много тога" са масакром. Ерванд Абрахамиан верује да је "унутрашња динамика режима" била одговорна - потреба за "лепком" да држи "пратиоце различитих врста" и "крвопролића" да "чистке" усмерује као Монтазери и спречава његову заоставштину. Све у свему, убиства су уништила било какав лимит или могућност лимита, између популиста у Хомеинијевом покрету, с једне стране, и нехомеинистички Исламиста и секуларни левичари, с друге. Хомеини је био забринут да "неки од његових пратиоца се игра са опасним појмом и да раде са Тудех партијом да би успели инкорпорирати више радикалних одвојених артикла у Закону о раду али такође и у Закону земљишној реформи.

## Ирански Трибунал
У 2012. години породице жртава заједно са преживелима масовног погубљења покренули су Интернационалну Комисију, Ирански Трибунал, како би истражили масовна убијања Иранских политичких затвореника. "Ирански Трибунал" настоји да задржи Иранску владу одговорном за осуђивање злочина против човечанства. Прво судско рочиште се организовало у Лондону, а друго у Палати мира у Хагу, Холандија.

## Положај Иранских власти
Поур-Мохамади, који је 28. августа говорио на састанку управног већа у граду Хорамбаду, покрајини Лорестан, рекао је следеће: "Поносни смо што смо применили Божији поредак о муџахединима (ПМОИ или МЕК)".
Влада Ирана је оптужила истраживање ових убистава "откривањем државних тајни" и "претњом по националну безбедност". Према међународној амнестији одвија се кампања од стране Исламске Републике како би се сатанизовале жртве, искривиле чињенице и вршио притисак над породицама преживелих и борцима за људска права.